# Марк Дейвид Чапман
Марк Дейвид Чапман (на английски: Mark David Chapman), роден на 10 май 1955 г. във Форт Уърт, Тексас, е човекът, който застрелва на 8 декември 1980 г. бившия член на „Бийтълс“ Джон Ленън на връщане от звукозаписното студио. Според съдебните психиатри Чапман е имал психично разстройство, но е бил вменяем и при извършване на престъплението е съзнавал какво върши. Основният мотив за престъплението, според самия Чапман и мнението на психолози, е желанието да стане известен. Въпреки очевидните му психични проблеми, Чапман е осъден на доживотен затвор.
Чапман прекарва по-голямата част от деня на убийството пред къщата на Ленън, и когато Ленън тръгва за звукозаписното студио около 16:00 часа, той го моли за автограф върху албума Double Fantasy. В този момент фотограф прави снимка на Ленън и Чапман; тази снимка става предпоследната снимка на Ленън през живота му. Копието от албума Double Fantasy, който Джон Ленън подписва за Чапман, е продадено на търг през март 2011 г. за 530 хиляди паунда.
В 22:50 ч., когато Джон Ленън и Йоко Оно излизат от студиото, Ленън разпознава Чапман и му кимва. Чапман оставя Ленън да го подмине, след което го повиква и стреля пет пъти в гърба му от близко разстояние (Ленън е улучен от четири куршума). След това Чапман сваля якето си, за да покаже, че вече няма оръжие, сяда на асфалта под уличната лампа и започва да чете книгата на Дж. Д. Селинджър „Спасителят в ръжта“. Ленън почива на път за болницата от загуба на кръв; смъртта му е констатирана според различни източници в 23:07 или 23:15 часа. Чапман не се опитва да избяга от местопрестъплението и не оказва съпротива при ареста. По-късно споделя, че тази книга го е вдъхновила и мотивирала, като се е идентифицирал с главния герой на книгата – млад бунтар, борещ се срещу лъжата на света на възрастните.
През 2000 г., с навършването на 20 години от произнасянето на присъдата, Марк Чапман получава правото да подава веднъж на всеки 2 години молби за помилване и условно-предсрочно освобождаване; до ноември 2022 г. са подадени 12 молби. Според много юристи най-вероятно никога няма да бъде помилван, тъй като освобождаването на убиеца на Джон Ленън би предизвикало силен политически и обществен резонанс.